# 382
Cette page concerne l'année 382  du calendrier julien. Pour l'année 382 av. J.-C., voir 382 av. J.-C. Pour le nombre 382, voir 382 (nombre).
L'année 382 est une année commune qui commence un samedi.

## Événements
- 3 octobre : signature d'un traité de paix entre l'Empire romain et les Wisigoths, négocié par le général romain Flavius Saturninus. Les Wisigoths, vaincus par Théodose Ier, sont installés par fœdus en Mésie et en Thrace avec le titre d’alliés du peuple romain, sous la condition de fournir un important contingent de troupes auxiliaires et d’assurer la défense de la frontière[1].
- Automne : Jérôme de Stridon arrive à Rome avec Épiphane et Paulin d'Antioche, où il devient secrétaire du pape Damase Ier (fin en août 385)[2].
- Hiver[2] : deuxième concile de Rome qui, sous l'impulsion de Jérôme de Stridon, condamne les apollinaristes[3].

- Gratien déplace officiellement la cour impériale de Trèves à Milan[4]. L'empereur ne se rend maintenant que rarement à Rome.
- L'empereur romain Gratien, conseillé par l’évêque de Milan Ambroise, persécute systématiquement les païens. Il confisque au profit du Trésor la fortune et les revenus des temples et enlève de la salle du sénat l'autel et la statue de la Victoire[1]. Il proscrit l’arianisme et le donatisme.
- Symmaque est banni de Rome par Gratien pour avoir protesté contre l'enlèvement de la statue et de l'Autel de la Victoire qui se trouvaient dans le Sénat[5].
- Victoire de Maxime en Bretagne sur les Pictes et les Scots[4].